# میهن (فیلم ۲۰۱۴)
«سرزمین خانگی» (ژاپنی: 家路) فیلمی در ژانر درام است که در سال ۲۰۱۴ منتشر شد. از بازیگران آن می‌توان به کنیچی ماتسویاما، رنجی ایشیباشی، و ساکورا آندو اشاره کرد.